# Хондураска лемпира
Лемпирата (на испански: Lempira) е официалната валута и разплащателно средство на Република Хондурас. Дели се на 100 сентаво. Представена е през 1926 г., за да замени разпространеното преди това сребърно песо. Съдържанието на злато, декларирано през 1946 г. в Международния валутен фонд, е 0,444335 грама.

## История
Името на паричната единица на Хондурас е наречена на името на националния герой Лемпира (1497 – 1537) от коренното индианско население ленка, който през 1536 г. започва борба срещу испанските колониалисти, който се проваля. Лемпира е убит в конспирация и отрядът му е победен.
Монети в купюри от една лемпира са сечени през 1931 – 1937 г. от сребро от 900-ия стандарт. Лемпирата е въведена през 1931 г., замествайки песото по номинал. В края на 80-те години обменният курс е два лемпира за 1 щатски долар.
През 1931 г. са въведени монети в деноминации от 5, 20 и 50 сентаво и 1 лемпир. Монети от 1, 2 и 10 сентаво са допълнително въведени съответно през 1935, 1939 и 1932 г. Сребърните монети от 1 лемпир са изтеглени от обращение през 1937 г., а други сребърни монети (20 и 50 сентаво) са заменени с медно-никелови монети през 1967 г. Монети от 1 и 2 сентаво престават да се секат съответно през 1974 и 1998 г.

## Монети и банкноти в обращение
В обращение има монети в номинали от 5, 10, 20, 50 сентаво. Банкнотите в обращение са от 1, 2, 5, 10, 20, 50, 100 и 500 лемпира. Банкнотите от 20 лемпира, серия 2008 г. са направени на полимерна основа.